# Scottish League Challenge Cup 2000/01
Der Scottish League Challenge Cup wurde 2000/01 zum 10. Mal ausgespielt. Der schottische Fußballwettbewerb, der offiziell als Bell’s Challenge Cup ausgetragen wurde, begann am 15. August 2000 und endete mit dem Finale am 19. November 2000 im Broadwood Stadium von Cumbernauld. Der als Titelverteidiger antretende Alloa Athletic FC verlor in der 1. Runde gegen den letztjährigen Finalgegner Inverness Caledonian Thistle. Den Wettbewerb konnte in diesem Jahr der Airdrieonians FC gegen den FC Livingston im Elfmeterschießen gewinnen, und zum zweiten Mal nach 1994/95 den Challenge Cup für sich entscheiden. Am Wettbewerb nahmen die Vereine der Scottish Football League teil.

## 1. Runde
Ausgetragen wurden die Begegnungen am 15. August 2000.
|                       | Ergebnis        |                    |
| --------------------- | --------------- | ------------------ |
| Airdrieonians FC      | 2:1 n. V.       | Queen of the South |
| Albion Rovers         | 0:1             | FC Clydebank       |
| Alloa Athletic        | 2:3             | Inverness CT       |
| Brechin City          | 3:1             | Ayr United         |
| FC Cowdenbeath        | 2:1 n. V.       | FC Falkirk         |
| FC East Stirlingshire | 3:0             | FC East Fife       |
| Elgin City            | 2:4             | FC Dumbarton       |
| Forfar Athletic       | 1:1 (?:? i. E.) | FC Peterhead       |
| Partick Thistle       | 0:2             | FC Livingston      |
| FC Queen’s Park       | 2:0             | FC Montrose        |
| Raith Rovers          | 0:4             | Greenock Morton    |
| Ross County           | 2:1             | FC Clyde           |
| Stirling Albion       | 2:3             | FC Arbroath        |
| FC Stranraer          | 4:2             | Berwick Rangers    |

## 2. Runde
Ausgetragen wurden die Begegnungen am 29. August und 2. September 2000.
|                       | Ergebnis        |                  |
| --------------------- | --------------- | ---------------- |
| Brechin City          | 1:1 (?:? i. E.) | FC Queen’s Park  |
| FC Cowdenbeath        | 1:2             | FC Stenhousemuir |
| FC East Stirlingshire | 3:2             | Greenock Morton  |
| Ross County           | 0:3             | FC Livingston    |
| FC Arbroath           | 2:0             | FC Dumbarton     |
| FC Clydebank          | 1:0             | FC Peterhead     |
| Hamilton Academical   | 0:1 n. V.       | Airdrieonians FC |
| Inverness CT          | 1:2             | FC Stranraer     |

## Viertelfinale
Ausgetragen wurden die Begegnungen am 12. und 19. September 2000.
|                       | Ergebnis        |                  |
| --------------------- | --------------- | ---------------- |
| FC East Stirlingshire | 4:0             | FC Stenhousemuir |
| FC Livingston         | 3:1             | Brechin City     |
| FC Stranraer          | 3:2             | FC Arbroath      |
| Airdrieonians FC      | 1:1 (?:? i. E.) | FC Clydebank     |

## Halbfinale
Ausgetragen wurden die Begegnungen am 26. September 2000.
|               | Ergebnis  |                       |
| ------------- | --------- | --------------------- |
| FC Livingston | 2:1       | FC East Stirlingshire |
| FC Stranraer  | 2:4 n. V. | Airdrieonians FC      |

## Finale
| Airdrieonians FC                                                           | Airdrieonians FC | FC Livingston | FC Livingston |
| -------------------------------------------------------------------------- | --- | --- | ------------- |
| Airdrieonians FC                                                           | \| Finale \| \| 19. November 2000 um 15:00 Uhr Ortszeit in Cumbernauld (Broadwood Stadium) \| \| Ergebnis: 2:2 n. V. (2:2, 1:1), 3:2 i. E. \| \| Zuschauer: 5.623 \| \| Schiedsrichter: John Rowbotham \| \| Spielbericht \|                                          | \| Finale \| \| 19. November 2000 um 15:00 Uhr Ortszeit in Cumbernauld (Broadwood Stadium) \| \| Ergebnis: 2:2 n. V. (2:2, 1:1), 3:2 i. E. \| \| Zuschauer: 5.623 \| \| Schiedsrichter: John Rowbotham \| \| Spielbericht \|                           | FC Livingston |
| Airdrieonians FC                                                           | Sánchez Broto – Austin McCann, Craig Ireland, Eddie Forrest – Paul Armstrong (105. Salvador Capín), Antonio Calderón (108. Jesús Sanjuán), Darren Brady, Fabrice Moreau, David Fernández – John Elliot (69. David McGuire), Martín Prest Cheftrainer: Steve Archibald | Neil Alexander – Paul Deas, John Anderson, Graham Coughlan, Mark McCulloch – Derek Fleming, Allan McManus, Barry Wilson (106. Michael Hart) – Scott Crabbe, Marino Keith (81. Brian McPhee), David Bingham (73. David Hagen) Cheftrainer: Jim Leishman | FC Livingston |
| Airdrieonians FC                                                           | 1:1 Martín Prest (28.) 2:2 David McGuire (78.) | 0:1 Scott Crabbe (17.) 1:2 John Anderson (50.) | FC Livingston |
| Airdrieonians FC                                                           | Elfmeterschießen | | FC Livingston |
| Airdrieonians FC                                                           | ? | ? | FC Livingston |
| Airdrieonians FC                                                           | Martín Prest | John Anderson, Scott Crabbe, Mark McCulloch, Allan McManus | FC Livingston |
| Finale                                                                     | | |               |
| 19. November 2000 um 15:00 Uhr Ortszeit in Cumbernauld (Broadwood Stadium) | | |               |
| Ergebnis: 2:2 n. V. (2:2, 1:1), 3:2 i. E.                                  | | |               |
| Zuschauer: 5.623                                                           | | |               |
| Schiedsrichter: John Rowbotham                                             | | |               |
| Spielbericht                                                               | | |               |